# Konstanty Smowski
Konstanty Smowski (ukr. Костянтин (Кость) Смовський; ur. 9 maja?/21 maja 1892 w stanicy Połtawskaja, zm. 8 lutego 1960 w Minneapolis) – rosyjski, ukraiński i polski wojskowy, kolaborant III Rzeszy, zbrodniarz wojenny, emigracyjny działacz kombatancki.
W czasie I wojny światowej służył w Cesarskiej Armii Rosyjskiej, a następnie w szeregach Armii Czynnej Ukraińskiej Republiki Ludowej. W okresie międzywojennym był oficerem kontraktowym Wojska Polskiego. Podczas II wojny światowej walczył w wojnie obronnej 1939, następnie przeszedł na służbę niemiecką, zostając zastępcą dowódcy 118. batalionu Schutzmannschaft. W ostatnim okresie wojny został przydzielony do Ukraińskiej Armii Narodowej. Po kapitulacji III Rzeszy wyemigrował do USA.

## Życiorys
W 1913 r. ukończył Michajłowską Szkołę Artylerii. Brał udział w I wojnie światowej. Dowodził baterią górskiej artylerii konnej. Na początku 1917 r. objął dowództwo zapasowej baterii artylerii w Moskwie.
Zaangażował się w działalność ukraińskiego ruchu narodowego. Został wybrany delegatem na III Wszechukraiński Zjazd Wojskowy w Kijowie. Pod koniec 1917 r. przeszedł do służby w armii Ukraińskiej Republiki Ludowej. Od stycznia 1918 r. był oficerem Hajdamackiego Kosza Słobodzkiej Ukrainy. Zorganizował, a następnie stanął na czele baterii artylerii. Uczestniczył w walkach z wojskami bolszewickimi. Wiosną 1918 r. objął funkcję zastępcy komendanta wojskowego miasta Ostróg. Następnie skierowano go do Berdyczowa, gdzie został dowódcą baterii artylerii Samodzielnego Kosza Czarnomorskiego. Pod koniec 1918 r. uczestniczył w powołaniu Dyrektoriatu, brał udział w bitwie pod Motowyliwką przeciw wojskom Hetmanatu. Awansował do stopnia pułkownika. Sformował Czarnomorski Pułk Artylerii. Zimą 1919 r. został ranny podczas walk z bolszewikami. Po wyleczeniu w grudniu 1919 r. powrócił na front. Uczestniczył w I pochodzie zimowym. Od początku 1920 r. dowodził brygadą Samodzielnej Dywizji Konnej jako sojuszniczej w wojnie polsko-bolszewickiej. Pod koniec 1920 r. wraz z pozostałymi wojskowymi Armii Czynnej Ukraińskiej Republiki Ludowej został internowany w Polsce.
Od 1928 r. służył w Wojsku Polskim jako oficer kontraktowy w 11 Pułku Ułanów Legionowych. Doszedł do stopnia majora. 25 maja 1939 r. został odznaczony Złotym Krzyżem Zasługi.
Brał udział w wojnie obronnej 1939 r. W jej trakcie dostał się do niewoli niemieckiej. W obozie jenieckim został poddany ostracyzmowi przez innych oficerów, co prawdopodobnie skłoniło go do kolaboracji z Niemcami. Od wiosny 1942 roku był zastępcą dowódcy 118. batalionu Schutzmannschaft (Ukrainische Schutzmannschafts–Bataillon F/118), sformowanego w okupowanym Kijowie.
Od listopada 1942 r. do lipca 1944 r. wraz z batalionem uczestniczył w niemieckich operacjach przeciwpartyzanckich i pacyfikacyjnych na obszarze Białoruskiej SRR i polskiego województwa nowogródzkiego. Brał udział m.in. w zbrodni w Chatyniu, która w polityce historycznej ZSRR urosła później do rangi symbolu niemieckich okrucieństw popełnionych podczas okupacji Białorusi. Według zeznań niektórych spośród byłych policjantów, przesłuchiwanych po wojnie przez KGB, miał wtedy zastrzelić dziecko w nieustalonym wieku, które wyczołgało się z płonącej stodoły. Świadkowie zarzucali mu ponadto udział w pacyfikacjach białoruskich wsi Chmielewiczi, Nowa Wilejka, Osowy. Miał także co najmniej dwukrotnie asystować przy torturach, którym Hryhorij Wasiura i jego adiutant poddali cywilów lub policjantów podejrzewanych o kontakty z partyzantami.
Od lipca 1944 r. służył w szeregach Schutzmannschaft-Brigade Siegling, przekształconej następnie w 30 Dywizję Grenadierów SS. Został wraz z nią skierowany do okupowanej Francji z zadaniem zwalczania tamtejszego ruchu oporu. Gdy liczna grupa jego podwładnych zdezerterowała i dołączyła do francuskich partyzantów, został aresztowany przez Niemców i osadzony w KL Dachau. W marcu 1945 r. został zwolniony z obozu i przydzielony w randze SS-Sturmbannführera do złożonej z Ukraińców 14 Dywizji Grenadierów SS. Nieoficjalnie był członkiem sztabu Ukraińskiej Armii Narodowej. W maju 1945 r. w imieniu jej dowództwa negocjował z aliantami zachodnimi kwestię kapitulacji oraz internowania żołnierzy UNA na terytorium Włoch.
Po zakończeniu II wojny światowej wyemigrował do USA. Działał tam w ukraińskich organizacjach kombatantów Armii Czynnej URL. Kierował Związkiem Weteranów Ukraińskich. Rząd Ukraińskiej Republiki Ludowej na emigracji mianował go generałem chorążym.